# Macrotyloma stipulosum
Macrotyloma stipulosum är en ärtväxtart som först beskrevs av John Gilbert Baker, och fick sitt nu gällande namn av Bernard Verdcourt. Macrotyloma stipulosum ingår i släktet Macrotyloma och familjen ärtväxter. Inga underarter finns listade i Catalogue of Life.